# Rebekka Hauri
Rebekka Hauri (născută pe 12 noiembrie 1998 la Berna) este o jucătoare de volei și model elvețiană.

## Viață
Rebekka Hauri este pasionată de sport încă din copilărie: a început să danseze balet la vârsta de cinci ani. După ce a încercat alte câteva stiluri de dans, s-a orientat spre volei la vârsta de 14 ani. A urmat cursurile gimnaziului Hofwil. În 2014, ea și echipa sa au câștigat Superliga U17, iar doi ani mai târziu, au terminat pe locul trei în Superliga U19. De asemenea, a jucat pentru VBC Gerlafingen.
Datorită realizărilor sale sportive, a primit o viză pentru SUA și a studiat biologia la Universitatea de Stat Coppin din Baltimore. Acolo, a jucat pentru Coppin State Eagles (2018–2022). S-a transferat la Rollins College, unde au terminat pe locul doi în Conferința Mid-Eastern în sezonul 2020/21 și pe locul trei în sezonul 2021/22. În timpul studiilor, a absolvit un master în sănătate publică. În sezonul următor, 2022/23, s-a alăturat echipei BBSC Berlin, unde clubul a terminat imediat pe locul trei în a doua Bundesliga Nord. În sezonul 2024/25, s-a întors în orașul natal pentru a se alătura echipei Volley Köniz în Liga Națională B.

Rebekka Hauri are două surori. Vorbește germană, engleză și spaniolă.

## Links
- Bekka Hauri ist unsere Miss Dezember 2024. In: Playboy. Dezember 2024
- Isabelle Berger: Coronavirus in den USA: Volleyballerin Rebekka Hauri steht vor schwierigen Fragen. In: Bern-Ost. 27. April 2020
- Gabriel Santiago: How Athlete Bekka Hauri Blends Beauty, Brains And Ball. In: Playboy. 4. Oktober 2024
- Gabriel Santiago: Q&A: Bekka Hauri. In: Playboy. 10. Oktober 2024
- Rebekka Hauri bei Volley Köniz